# Anderton
Anderton is een civil parish in het bestuurlijke gebied Chorley, in het Engelse graafschap Lancashire met 1316 inwoners.